# نكهت سزا خانم
نُكَهتْ سزا خانم (بالتركية العثمانية: نگہت سزا خانم) (تاريخ الميلاد غير معروف – توفيت في 4 يونيو 1850)، كانت الزوجة الرابعة عشرة للسلطان العثماني عبد الحميد الأول، زعمت بعض المصادر أنها والدة السلطان مصطفى الرابع، إلا أن هذا الادعاء غير صحيح وتم دحضه.

## حياتها
وُلدت نُكَهتْ سزا خانم في 2 يناير 1827 في أبخازيا، ضمن عائلة باراس النبيلة ذات الأصول الأبخازية، وكان اسمها عند الولادة خديجة باراس. والدها هو هاتوغ باي باراس من النبلاء الأبخاز، ووالدتها فرهونده هانم من أصول جورجية. ولديها أخت تُدعى شيكِلبار هانم، توفيت عام 1911.
في عام 1835، أُحضرت خديجة إلى إسطنبول وهي في الثامنة من عمرها، حيث أوكل والدها رعايتها إلى بزم عالم سلطان. وفي البلاط العثماني ووفقًا للتقاليد، تم تغيير اسمها إلى نكهت سزا.
كانت نكهت سزا تهوى العزف على البيانو والعود، وبرزت بموهبتها الموسيقية في البلاط.